# الخاندرو کروچوفسکی
الخاندرو کروچوفسکی (انگلیسی: Alejandro Kruchowski؛ زادهٔ ۲۰ ژانویهٔ ۱۹۸۳) بازیکن فوتبال اهل آرژانتین است.
از باشگاه‌هایی که در آن بازی کرده‌است می‌توان به باشگاه فوتبال ریور پلاته، باشگاه فوتبال کرتارو، و باشگاه فوتبال آسترا جورجو اشاره کرد.